# Кругла вежа (Острог)
Кругла (Нова) вежа — частина комплексу Острозького замку, що на горі над річкою Вілія. Колись це були резиденції могутніх князів Острозьких, які у 14–17 столітті володіли великими землями на Волині. 
Зміцнення на місці давньоруського городища почав зводити князь Данило Острозьких. Його нащадки протягом двох століть розширювали і зміцнювали свою столицю. Так з’явилися оборонні вежі, однієї з яких є Кругла (Нова) вежа.

## Історія
У літературі її, як правило, датують кінцем 16 століття. Хоча це швидше дата надбудови верхнього ренесансного ярусу башти. Відомо, що ще за часів Василя Красного місто обвели фортечними стінами і вже тоді, у середині 15 століття, була закладена нижня частина Нової башти. Кругла вежа – зразок середньовічної архітектури з ренесансною короною зубчиків, скоріш за все побудована у середині 14 століття. У системі оборони замку Нова вежа займала особливе місце. Її захисники могли одночасно вести не тільки фронтальний, але і фланговий вогонь. Острозький замок був однією з найбільш неприступних феодальних фортець на Україні. Сьогодні від підніжжя вежі добре видно куполи монастиря у Межирічі.

## Опис
В плані вежа має обриси неправильного кола діаметром близько 13 метрів (за внутрішніми обмірами),  з боку двору має ніби відтяту частину, близьку по формі до трапеції. Така форма обумовлена необхідністю найбільш раціонального ведення обстрілу вздовж оборонних стін, які прилягали до оборонної споруди, оскільки це значно збільшувало зону обстрілу з бійниць. Тому за своїм призначенням споруда швидше є бастіоном, ніж баштою, різновидом невеликого барбакану, виступаючого з площини оборонної стіни всім своїм об’ємом. 
Перший ярус башти має 5 бійниць, дві з яких (крайні) були призначені для обстрілу вздовж стін. Другий ярус має 6 бійниць. Третій ярус нараховує 14 бійниць з прорізами, вигляд яких вказує що вони призначалися для гаківниць. Башта увінчана, розміщеною над другим ярусом бійниць, короною з машикулів (своєрідних бійниць на кронштейнах, призначених для обстрілу підошви стіни). В кожному четвертому цегляному склепінні влаштований отвір для нижнього бою (стрільба, скидання каменів, лиття смоли тощо). Кронштейни виконані під впливом традицій дерев’яного народного зодчества. В нижній частині всіх бійниць першого і другого ярусів в кам’яну кладку закладені дерев’яні бруси, на які спиралася зброя при стрільбі. Над поясом машикулів знаходиться ренесансовий аттик. Товщина стін цокольної частини близько 5 метрів; стін першого ярусу – 3,5 – 3,7 метра; стін другого ярусу – 2,5 – 2,8 м. Прямокутна форма бійниць, машикулів характерні для оборонних споруд початкового періоду розвитку вогнепальної зброї. А використання товченої цегли в розчині – продовження давньоруських традицій.